# Эссвайн, Александр
Алекса́ндр Эссва́йн (нем. Alexander Esswein; 25 марта 1990, Вормс, ФРГ) — немецкий футболист, нападающий клуба «Дуйсбург».

## Карьера

### Клубная
Эссвайн начинал карьеру в «Кайзерслаутерне». За клуб он дебютировал 17 декабря 2007 года во Второй Бундеслиге в матче против «Кёльна», выйдя на замену на 63 минуте.
Летом 2008 года он перешёл в «Вольфсбург», где регулярно играл за резервную команду в Региональной лиге «Север». Эссвайн сыграл 8 матчей за основной состав, включая четыре игры в 2009 году, когда «Вольфсбург» выиграл Бундеслигу.
В августе 2010 года Эссвайн перешёл в дрезденское «Динамо» из Третьей лиги.
В июле 2011 года он вернулся в Бундеслигу, перейдя в «Нюрнберг».
4 января 2014 года Эссвайн перешёл в «Аугсбург», подписав контракт до 2017 года.
25 августа 2016 года было объявлено о трансфере игрока в клуб «Герта» за 2.5 миллиона евро. 22 декабря 2018 года Эссвайн на правах аренды перешел в «Штутгарт». 

### В сборной
Эссвайн сыграл за все уровни юношеских сборных Германии. Вместе с юношеской сборной до 17 лет он выиграл бронзу на чемпионате мира среди юношеских команд не старше 17 лет 2007 года, где он забил победный гол в ворота юношеской сборной Ганы в матче за третье место. С 2011 года Эссвайн регулярно привлекается в молодёжную сборную Германии до 21 года.

## Достижения
«Вольфсбург»
- Чемпион Германии: 2008/09